# Suntory Hall
La Suntory Hall (サントリーホール?, Santorī Hōru) è un complesso di sale da concerto consistente in una sala principale e una piccola sala situate nel complesso Ark Hills, vicino all'Ambasciata statunitense ad Akasaka, Minato, in Giappone. La sua costruzione ebbe inizio verso la fine degli anni settanta e l’inaugurazione ebbe luogo nell'ottobre 1986. Herbert von Karajan l’ha descritta come «una scatola di gioielli del suono».

## Storia
La Suntory Hall aprì il 12 ottobre 1986 in commemorazione del sedicesimo anniversario della produzione di whisky e il ventesimo di quella della birra da parte della Suntory.

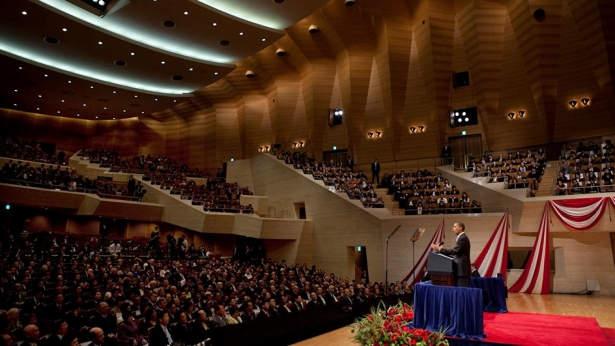
La sala della Suntory Hall ove ha parlato il Presidente Barack Obama il 14 novembre 2009

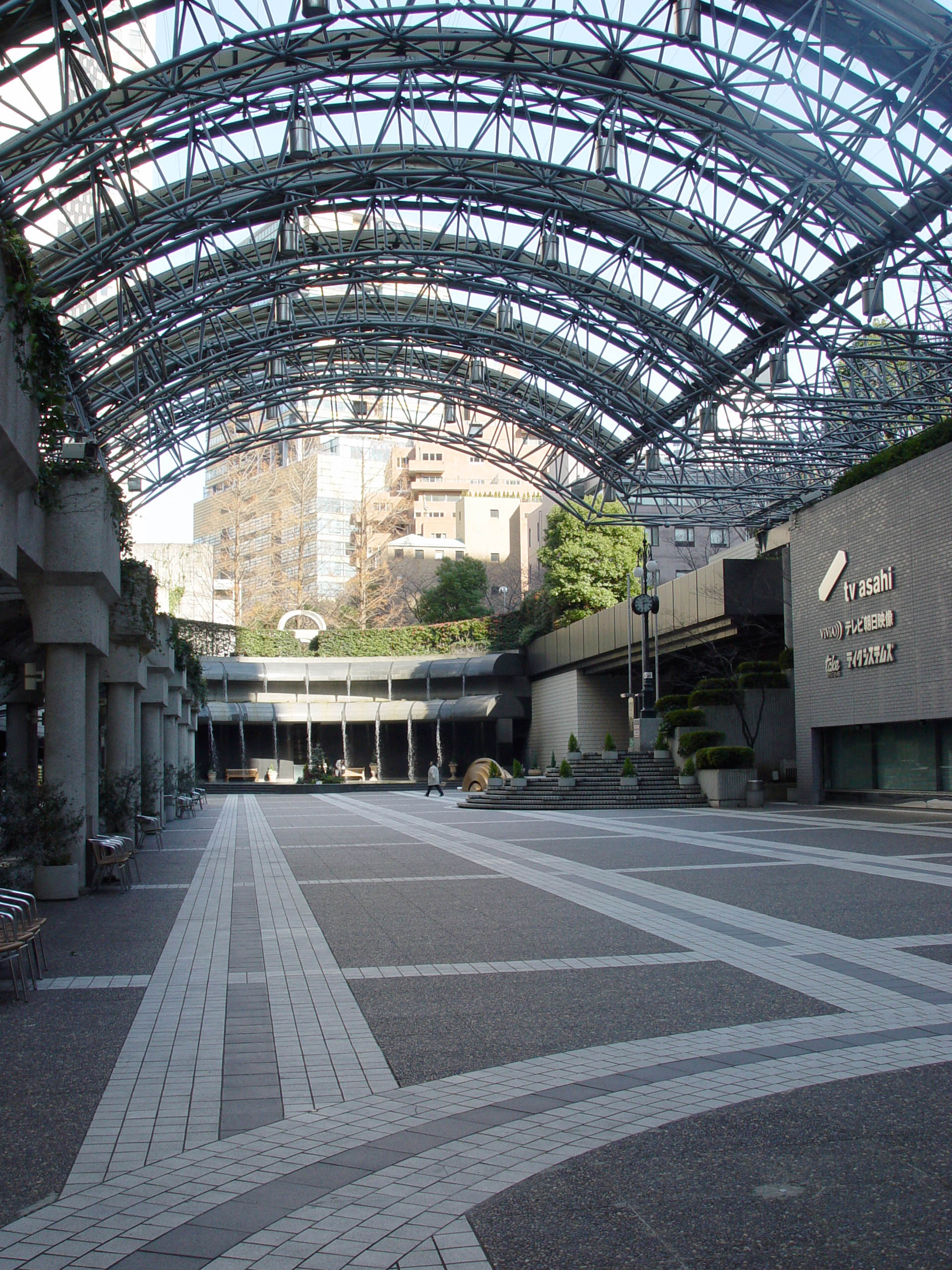
Piazza Herbert von Karajan di fronte alla Suntory Hall

La piazza Herbert von Karajan di fronte alla Suntory Hall fu costruita nell'aprile 1998 in ricordo del maestro che fu coinvolto nel progetto della hall
 e che ne raccomandò lo stile vigneto come nella Philharmonie Berlin, ove il pubblico circonda il palco nella sala principale. Egli collaborò anche alla valutazione dell'acustica. Il progetto architettonico è di Shōichi Sano, della Yasui Architects e quello dell'acustica della Nagata Acoustics e del suo direttore Yasuhisa Toyota.
La Suntory Hall ha visto esibirsi artisti e direttori d'orchestra di tutto il mondo, tra i quali Karajan, Leonard Bernstein, Seiji Ozawa, Giuseppe Sinopoli, Claudio Abbado, Wolfgang Sawallisch, Hiroshi Wakasugi, Mitsuko Uchida e Hermann Prey.

## Caratteristiche

### Main Hall
I posti a sedere nella Main Hall si trovano intorno al palcoscenico (250 m² in 27 settori) con una capienza di 2006 persone.  Nella prima sala da concerti in "stile vigneto" del Giappone, la configurazione dei posti a sedere dà una maggior sensibilità acustica non solo agli spettatori, ma anche agli artisti ed al direttore.
L'organo, con 74 registri e 5898 canne si trova nel centro della parte posteriore della sala. Si tratta di un grande organo, costruito dalla Rieger Orgelbau. Esso è stato modificato con meccanismi di controllo computerizzati per permettere il controllo della console dal palcoscenico.

### Sala piccola
I posti a sedere della Sala Piccola (nota anche come Blue Rose) possono essere spostati e il palcoscenico consiste di tre diverse sezioni che possono essere alzate di 60 cm. Essa può ospitare da 384 a 432 persone.
L'interno di 425 m² (25 m x 17 m) è rivestito con pannelli di legno. La funzione principale della sala è quella per musica da camera e recitals. Grazie alle sue dimensioni (41.6 m²/62.4 m² con 3 piattaforme), viene utilizzata anche per discorsi, seminari e lezioni.

### Foyer
Per le attese precedenti lo spettacolo e per gli intervalli il foyer dà accesso a ricreazioni come l'angolo dei cocktail, il "Bar Intermezzo" e il "Cafe Intermezzo". La Suntory Hall è la prima in Giappone a fornire tali possibilità. Oltre al box office, vi sono nel foyer anche un negozio per regali e un guardaroba.
Opere artistiche nella sala comprendono il Chandelier Symphony of Lights di Motoko Ishii, il Growth of Grapes in cristallo di Keiko Miura e le arti murarie di Teppei Ujiyama, che si trovano anch'essi nel foyer.
All'esterno dell'ingresso principale vi è una scultura di Takenobu Igarashi.